# Libor Bayer
Libor Bayer (též Lubor Bayer či Lubor Bayer, bulharsky Либор Байер, okolo 1850 – 1912 Kazanlak) byl český architekt, stavitel a urbanista dlouhodobě působící v Bulharsku. Jeho největším projektem byl realizovaný návrh územního plánu bulharského města Stara Zagora, která byla během války za bulharskou nezávislost během požáru roku 1877 téměř zcela zničena.

## Životopis

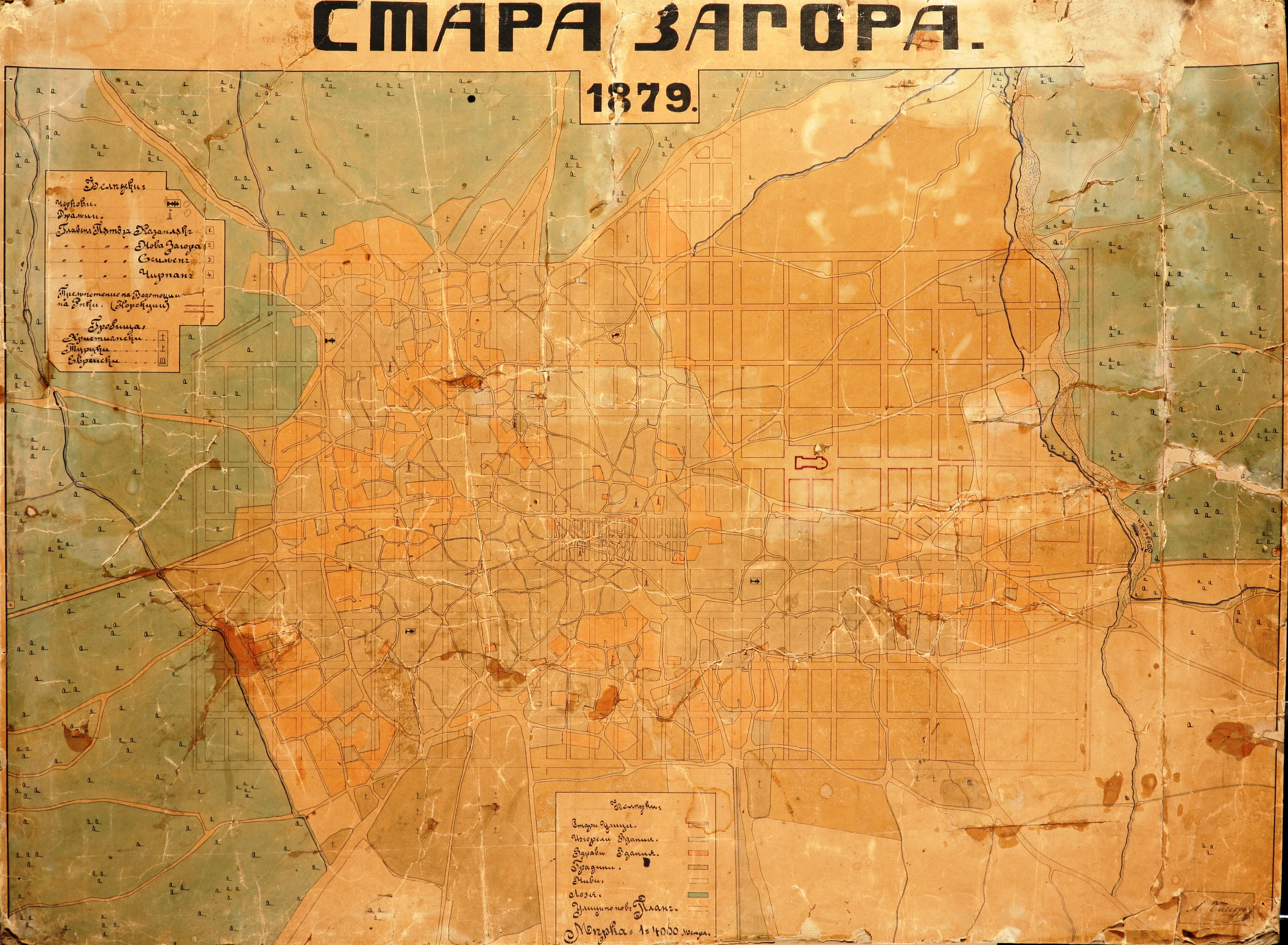
Bayerův plán na obnovu města Stara Zagora

Narodil se okolo roku 1850 v českých zemích, přesné datum a místo narození nejsou známy.
Do Bulharska dorazil po osvobození a v letech 1878-1879 pracoval na stavbě úseku železniční trati v oblasti města Pazardžik. V Bulharsku, které roku 1878 získalo nezávislost na Osmanské říši, se usazovala celá řada Čechů a vytvořila zde signifikantní komunitu. V roce 1879 byl pozván do Staré Zagory jako městský inženýr. Oženil se s bulharskou vdovou a v dubnu 1879 se do Staré Zagory přestěhoval.
Ujal se nelehkého úkolu vypracovat plán regulace města vypáleného roku 1877 osmanskou armádou. Vypracoval plán územního plánování, obdélníkového šachovnicového půdorysu, jinak typického pro velká americká města. Toto na svou dobu moderní pojetí dalo pro Starou Zagoru vzniknout přezdívce „město rovných ulic“. Plán bulharská vláda schválila 27. srpna 1879 a 5. října 1879 byl Alexandrem Bogoridim položen základní kámen nového města.
Do roku 1884 pracoval jako inženýr ve Staré Zagoře, kde zrealizoval několi staveb. Souběžně se svou prací navrhoval regulační plány pro Novou Zagoru (1880 a 1882–1883), Kjustendil (1881) a Kazanlak (1881–1882). Poté se s rodinou přestěhoval do Sofie.
Libor Bayer zemřel roku 1912 v Kazanlaku.
Na Bayerovu počest po něm byly pojmenovány ve Staré Zagoře výstavní síň "Bayer" ve správě Svazu bulharských umělců - Stará Zagora, ulice Lubora Bayera a Odborná střední škola stavebnictví, architektury a geodézie "Lubor Bayer". Před budovou školy byl též odhalen Bayerův pomník s jeho bustou.